# Fritz Ryser
Fritz Ryser (ur. 26 maja 1873 w Huttwill – zm. 13 lutego 1916 w Berlinie) – szwajcarski kolarz torowy i szosowy, dwukrotny medalista mistrzostw świata.

## Kariera
Pierwsze sukcesy w karierze Fritz Ryser osiągnął w 1899 roku, kiedy zdobył dwa złote medale mistrzostw Szwajcarii: na torze w wyścigu ze startu zatrzymanego oraz na szosie w wyścigu ze startu wspólnego. Na rozgrywanych dwa lata później torowych mistrzostwach świata w Berlinie zdobył brązowy medal w wyścigu ze startu zatrzymanego, ulegając jedynie Niemcowi Thaddäusowi Roblowi i Pietowi Dickentmanowi Holandii. W tej samej konkurencji zdobył złoty medal podczas mistrzostw świata w Berlinie w 1908 roku. Nigdy nie wystąpił na igrzyskach olimpijskich.